# 페이나 모코에나
페이나 모코에나(Fana Mokoena, 1971년 5월 13일 ~ )는 남아프리카 공화국의 배우이다.

## 출연 작품

### 영화
- 호텔 르완다 (2004)
- 머신건 프리처 (2011)
- 세이프 하우스 (2012)
- 월드워Z (2013)
- 만델라: 자유를 향한 머나먼 여정 (2013)
- 콜드 하버 (2013)

### 텔레비전
- 무언의 목격자 (2008)